# Campionati mondiali di sci alpino 1982
I Campionati mondiali di sci alpino 1982, 27ª edizione della manifestazione organizzata dalla Federazione Internazionale Sci, si svolsero in Austria, a Schladming, dal 28 gennaio al 7 febbraio. Il programma incluse gare di discesa libera, slalom gigante, slalom speciale e combinata, sia maschili sia femminili.

## Organizzazione e impianti

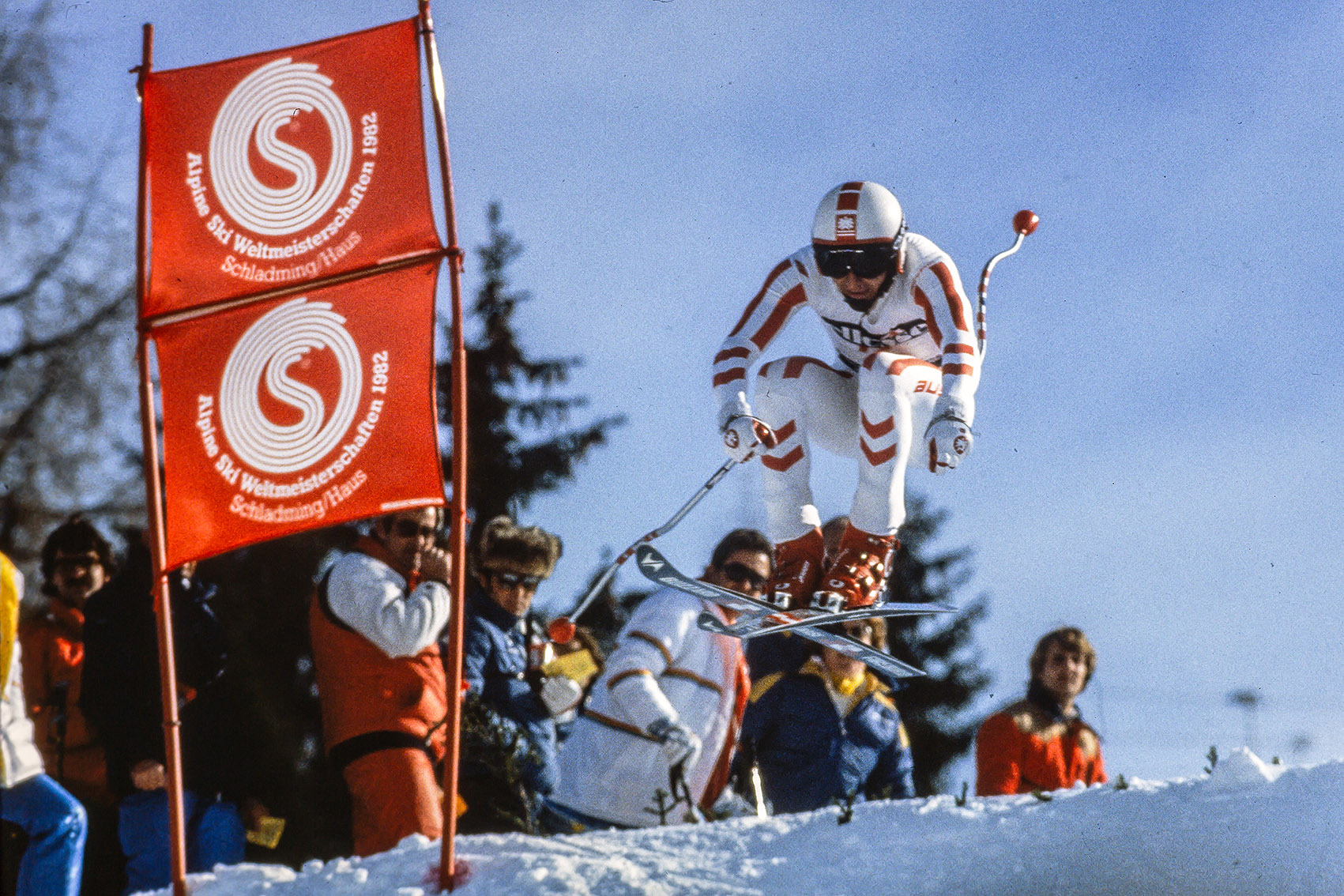
Klammer Franz in gara sulla Planai durante la discesa libera del 6 febbraio

Le gare si disputarono sulle piste Planai di Schladming ed Ennsling e WM-Abfahrt di Haus.

## Risultati

### Uomini

#### Discesa libera
| Pos. | Atleta            | Nazione          | Tempo   |
| ---- | ----------------- | ---------------- | ------- |
| 1    | Harti Weirather   | Austria          | 1:55,10 |
| 2    | Conradin Cathomen | Svizzera         | 1:55,58 |
| 3    | Erwin Resch       | Austria          | 1:55,73 |
| 4    | Franz Heinzer     | Svizzera         | 1:55,96 |
| 5    | Peter Müller      | Svizzera         | 1:56,05 |
| 6    | Vladimir Makeev   | Unione Sovietica | 1:56,10 |
| 7    | Franz Klammer     | Austria          | 1:56,16 |
| 8    | Toni Bürgler      | Svizzera         | 1:56,61 |
| 9    | Steve Podborski   | Canada           | 1:56,78 |
| 10   | Michael Mair      | Italia           | 1:56,85 |

Data: 6 febbraio

Località: Schladming

Pista: Planai

Lunghezza: 3 401 m

Dislivello: 1 006 m

Ore: 12.00 (UTC+1)

Porte: 37

#### Slalom gigante
| Pos. | Atleta            | Nazione     | Tempo   |
| ---- | ----------------- | ----------- | ------- |
| 1    | Steve Mahre       | Stati Uniti | 2:38,80 |
| 2    | Ingemar Stenmark  | Svezia      | 2:39,31 |
| 3    | Boris Strel       | Jugoslavia  | 2:39,42 |
| 4    | Joël Gaspoz       | Svizzera    | 2:39,49 |
| 5    | Bruno Nöckler     | Italia      | 2:39,80 |
| 6    | Hans Enn          | Austria     | 2:39,96 |
| 7    | Bojan Križaj      | Jugoslavia  | 2:40,01 |
| 8    | Jean-Luc Fournier | Svizzera    | 2:40,19 |
| 9    | Alain Navillod    | Francia     | 2:40,77 |
| 10   | Hubert Strolz     | Austria     | 2:41,28 |

Data: 3 febbraio

Località: Schladming

Pista: Planai

Dislivello: 396 m

1ª manche:

Ore: 10.00 (UTC+1)

Porte: 65 

2ª manche:

Ore: 12.30 (UTC+1)

Porte: 56

#### Slalom speciale
| Pos. | Atleta           | Nazione          | Tempo   |
| ---- | ---------------- | ---------------- | ------- |
| 1    | Ingemar Stenmark | Svezia           | 1:48,48 |
| 2    | Bojan Križaj     | Jugoslavia       | 1:48,90 |
| 3    | Bengt Fjällberg  | Svezia           | 1:49,32 |
| 4    | Paolo De Chiesa  | Italia           | 1:49,37 |
| 5    | Joël Gaspoz      | Svizzera         | 1:49,51 |
| 6    | Piero Gros       | Italia           | 1:50,68 |
| 7    | Peter Mally      | Italia           | 1:51,08 |
| 8    | Franz Gruber     | Austria          | 1:51,18 |
| 9    | Paul Arne Skajem | Norvegia         | 1:51,78 |
| 10   | Vladimir Andreev | Unione Sovietica | 1:52,60 |

Data: 7 febbraio

Località: Schladming

Pista: Planai

Dislivello: 224 m

1ª manche:

Ore: 10.00 (UTC+1)

Porte: 67

2ª manche:

Ore: 12.30 (UTC+1)

Porte: 69

#### Combinata
| Pos. | Atleta             | Nazione        |
| ---- | ------------------ | -------------- |
| 1    | Michel Vion        | Francia        |
| 2    | Peter Lüscher      | Svizzera       |
| 3    | Anton Steiner      | Austria        |
| 4    | Wolfram Ortner     | Austria        |
| 5    | Michel Canac       | Francia        |
| 6    | Odd Sørli          | Norvegia       |
| 7    | Gustav Oehrli      | Svizzera       |
| 8    | Ernst Riedlsperger | Austria        |
| 9    | Bruno Nöckler      | Italia         |
| 10   | Peter Roth         | Germania Ovest |

Data: 1º-5 febbraio

Località: Schladming

Slalom speciale

Data: 1º febbraio

Pista: Planai

Dislivello: 196 m

1ª manche:

Ore: 10.00 (UTC+1)

Porte: 66

2ª manche:

Ore: 12.00 (UTC+1)

Porte: 65

Discesa libera

Data: 5 febbraio

Pista: Planai

Lunghezza: 3 062 m

Dislivello: 909 m

Ore: 11.30 (UTC+1)

Porte: 32

### Donne

#### Discesa libera
| Pos. | Atleta             | Nazione        | Tempo   |
| ---- | ------------------ | -------------- | ------- |
| 1    | Gerry Sorensen     | Canada         | 1:37,47 |
| 2    | Cindy Nelson       | Stati Uniti    | 1:37,88 |
| 3    | Laurie Graham      | Canada         | 1:37,91 |
| 4    | Torill Fjeldstad   | Norvegia       | 1:38,12 |
| 5    | Dianne Lehodey     | Canada         | 1:38,22 |
| 6    | Elisabeth Kirchler | Austria        | 1:38,24 |
| 7    | Doris De Agostini  | Svizzera       | 1:38,49 |
| 8    | Irene Epple        | Germania Ovest | 1:38,56 |
| 9    | Holly Flanders     | Stati Uniti    | 1:38,68 |
| 10   | Cindy Oak          | Stati Uniti    | 1:38,74 |

Data: 5 febbraio

Località: Haus

Pista: WM-Abfahrt

Lunghezza: 2 543 m

Dislivello: 674 m

Ore: 12.00 (UTC+1)

Porte: 33

#### Slalom gigante
| Pos. | Atleta             | Nazione        | Tempo   |
| ---- | ------------------ | -------------- | ------- |
| 1    | Erika Hess         | Svizzera       | 2:37,17 |
| 2    | Christin Cooper    | Stati Uniti    | 2:37,95 |
| 3    | Ursula Konzett     | Liechtenstein  | 2:38,03 |
| 4    | Petra Wenzel       | Liechtenstein  | 2:38,05 |
| 5    | Fabienne Serrat    | Francia        | 2:38,49 |
| 6    | Tamara McKinney    | Stati Uniti    | 2:38,77 |
| 7    | Daniela Zini       | Italia         | 2:39,31 |
| 8    | Elisabeth Kirchler | Austria        | 2:39,63 |
| 9    | Christa Kinshofer  | Germania Ovest | 2:39,73 |
| 10   | Roswitha Steiner   | Austria        | 2:39,85 |

Data: 2 febbraio

Località: Schladming

Pista: Planai

Dislivello:

1ª manche:

Ore: 10.00 (UTC+1)

Porte: 53

2ª manche:

Ore: 12.30 (UTC+1)

Porte: 47

#### Slalom speciale
| Pos. | Atleta            | Nazione        | Tempo   |
| ---- | ----------------- | -------------- | ------- |
| 1    | Erika Hess        | Svizzera       | 1:41,60 |
| 2    | Christin Cooper   | Stati Uniti    | 1:41,93 |
| 3    | Daniela Zini      | Italia         | 1:41,96 |
| 4    | Dorota Tlałka     | Polonia        | 1:42,16 |
| 5    | Maria Rosa Quario | Italia         | 1:42,17 |
| 6    | Maria Epple       | Germania Ovest | 1:43,85 |
| 7    | Roswitha Steiner  | Austria        | 1:43,99 |
| 8    | Metka Jerman      | Jugoslavia     | 1:44,74 |
| 9    | Olga Charvátová   | Cecoslovacchia | 1:44,80 |
| 10   | Fabienne Serrat   | Francia        | 1:44,89 |

Data: 5 febbraio

Località: Haus

Pista: Ennsling

Dislivello: 176 m

1ª manche:

Ore: 9.30 (UTC+1)

Porte: 60

2ª manche:

Ore: 13.15 (UTC+1)

Porte: 60

#### Combinata
| Pos. | Atleta            | Nazione        |
| ---- | ----------------- | -------------- |
| 1    | Erika Hess        | Svizzera       |
| 2    | Perrine Pelen     | Francia        |
| 3    | Christin Cooper   | Stati Uniti    |
| 4    | Cindy Nelson      | Stati Uniti    |
| 5    | Olga Charvátová   | Cecoslovacchia |
| 6    | Anni Kronbichler  | Austria        |
| 7    | Irene Epple       | Germania Ovest |
| 8    | Daniela Zini      | Italia         |
| 9    | Małgorzata Tlałka | Polonia        |
| 10   | Andreja Leskovšek | Jugoslavia     |

Data: 28-31 gennaio

Località: Haus

Discesa libera

Data: 28 gennaio

Pista: WM-Abfahrt

Lunghezza: 2 508 m

Dislivello: 642 m

Ore: 10.00 (UTC+1)

Porte: 33

Slalom speciale

Data: 31 gennaio

Pista: Ennsling

Dislivello: 642 m

1ª manche:

Ore: 10.00 (UTC+1)

Porte: 46

2ª manche:

Ore: 12.00 (UTC+1)

Porte: 47

## Medagliere per nazioni
| Pos. | Nazione       | Oro | Argento | Bronzo | Totale |
| ---- | ------------- | --- | ------- | ------ | ------ |
| 1    | Svizzera      | 3   | 2       | 0      | 5      |
| 2    | Stati Uniti   | 1   | 3       | 1      | 5      |
| 3    | Svezia        | 1   | 1       | 1      | 3      |
| 4    | Francia       | 1   | 1       | 0      | 2      |
| 5    | Austria       | 1   | 0       | 2      | 3      |
| 6    | Canada        | 1   | 0       | 1      | 2      |
| 7    | Jugoslavia    | 0   | 1       | 1      | 2      |
| 8    | Italia        | 0   | 0       | 1      | 1      |
| 8    | Liechtenstein | 0   | 0       | 1      | 1      |